# Братството на вълците
 Тази статия е за френския филм.  За книгата на Дейвид Фарланд вижте Братството на вълците (книга).  
„Братството на вълците“ (на френски: Le Pacte des Loups) е френски филм от 2001, режисиран от Кристоф Ган. Участват Самюел Льо Биан, Венсан Касел, Емили Дьокен, Моника Белучи, Марк Дакаскос и др. В центъра на сюжета е разследването на жестоките убийства, извършени от Звяра от Жеводан. Има награда „Сезар“ най-добър художник по костюмите. Филмът е в жанр хорър-драма-екшън.

## В главните роли
- Марк Дакаскос – Мани
- Моника Белучи – Силвия
- Самюел Льо Биан – Грегоар дьо Фронзак
- Венсан Касел – Жан-Франсоа дьо Моранжи
- Емили Дьокен – Мариан дьо Моранжи
- Гаспар Юлиел – Луи
- Жан Ян – Конт Моранжи

## Сюжет
Внимание:  Текстът по-долу разкрива сюжета на произведението (или части от него)!
Действието се развива по времето на Френската революция, когато разказвачът - маркиз Тома д'Апше описва в мемоарите си обкръжен от тълпа замък. Спомените го отвеждат в 1764, по времето на крал Луи XV, когато в тази местност върлувало страшно същество, приличащо на вълк - Звяра от Жеводан.
В Жеводан по това време пребивавал кралският таксидермист и естествоизпитател Грегуар де Фронзак (Самюел Льо Биан) със своите слуги и ирокеза Мани (Марк Дакаскос). Тяхната задача е да убият Звяра и да забодат главата му на кол. По пътищата на града те спасяват от войниците местния лечител и дъщеря му. Младият маркиз д'Апше (Жереми Рение) подкрепя Фронзак и помага в търсенето на Звяра.
В началото Фронзак се съмнявал в съществуването на чудовището, но тялото на една от жертвите го убедило в точно обратното: съществото, витаещо из Жеводан тежало над 250 кг и имало най-малко два пъти по-силна захапка от обикновените вълци. В близките гори отряд войници, начело с капитан Дюамел (Ерик Пра) убивали десетки вълци с капани, но Звярът винаги им се изплъзвал.
Междувременно Фронзак се влюбил в дъщерята на местния граф – Мариан де Моранжи (Емили Дьокен) и се запознава с брат ѝ - Жан-Франсоа де Моранжи (Венсан Касел), който е страстен ловец, който е загубил едната си ръка при лов на лъвове в Африка. Жан-Франсоа мрази Звяра и жадува да го убие лично. Връзката му с Мариан не пречи да посещава местните бордеи, където встъпва в полов акт с тайнствената италианска куртизанка Силвия (Моника Белучи).
В трупа на една от жертвите е открито странно нещо – изкован от желязо зъб, което показва, че зад чудовището стоят хора и нападенията са по някаква странна логическа система. Мани, който е наясно с индианските заклинания, открива една от бъдещите жертви на звяра – малко момиченце. То има видение, че Звяра е воден от загадъчен човек.
По това време капитан Дюамел е сменен от прославен ловец – кралският лейтенант Антоан де Ботерн (Йохан Лейсен). Скоро той обявява, че е открил чудовището, но всъщност е намерил много голям вълк, а Звяра отново се е изплъзнал. Главата на убития вълк била направена на страшно чучело, което трябвало да бъде чучело с главата на Жеводанския звяр.
В Париж Ботерн и Фронзак смятали, че са победили чудовището, но Фронзак бил гложден от вина - то продължавало да убива. А убийството му било въпрос на престиж за краля. Министърът дава на Грегуар екземпляр от забранената книга L'Édifiante (Поучението), в която Звярът е представен като Божие наказание за греховете на краля. Фронзак научава, че зад съществото стои цяла секта - Братството на вълците. Министърът му предлага да отиде на кралската експедиция до Сенегал, за която той е мечтал дълго време.
След няколко месеца размисъл, Фронзак отказва да отиде в Африка и се връща в Жеводан. Той не се вълнува толкова от вълка, колкото от Марианб, която скоро е имала среща с него. Той организира нов лов на Звяра, в който му помагат само двамата му верни другари – Мани и маркиз д'Апше.
Те устройват капан на чудовището и почти го убиват, но то отново се изплъзва. Мани, който се опитва да го догони, открива катакомби, създадени от Братството, от които вълкът излиза. Там той открива лечителя и дъщеря му, които го убиват.
Фронзак открива убития си приятел и при аутопсията намира сребърен куршум от оръжие на Жан-Франсоа. Той прониква в катакомбите и убива много членове на Братсвото. Местният свещеник, Анри Сарде, член на обществото и, както по-късно се оказва, негов ръководител, предлага на Грегуар да напусне града, но той отказва и Анри го арестува за убийствата. Членовете на Братството се оказват много силни в Жеводан – още на следващия ден Фронзак е осъден на смърт чрез обесване.
По едно време куртизанката Силвия, в действителност папски агент, го посещава в килията му. Тя му носи угощение с отрова, която трябва да го убие. Всъщност той изпада в кома. Мариан дьо Моранжи обвинява свещеника в смъртта на Грегуар и обещава да разкаже всичко в Париж. Той се опитва да отрови и нея, но е спрян от Жан-Франсоа, всъщност член на Братството, който изпитва към нея повече от братски чувства.
Също така Жан-Франсоа разкрива пред сестра си, че той е господарят на звяра. В действителност ръката му не била отхапана, а обезобразена, и той я криел под корсета си. Когато Звярът трябвало да излезе, той я подавал, и изглеждало, че призовава чудовището. Потресената Мариан го изпъжда от дома си.
Междувременно тялото на Фронзак е погребано и отново разкопано. Той възвръща към живот Силвия и я предава на войниците на капитан Дюамел. Заедно с тях той побеждава и убива Жан-Франсоа. Свещеникът успява да избяга, но е убит от обикновен вълк, който е видял убийството на Мани.
Фронзак открива в катакомбите умиращия Звяр – хиена на Гишу, гигантски вид хиена, обитавал Египет преди 4500 години. С помощта на заклинанието на Мани възвръща към живота умиращата Мариан и се отправя заедно с нея в Сенегал. Тогава действието се връща обратно във времето на Френската революция, когато маркиз д'Апше, написал мемоарите си, спокойно се предава в ръцете на обезумялата тълпа.